# Orlando Poblete González
Orlando Octavio Poblete González (Parral, 24 de junio de 1918 - Chile, 20 de enero de 1999) fue un profesor y político radical chileno, alcalde de Copiapó y diputado por la provincia de Atacama.

## Primeros años y carrera profesional
Nació en Parral el 24 de junio de 1918. Sus padres fueron Alfredo Poblete Ortiz y Juana González Gallegos. Se casó con Lenka Ostojić Zlatar, con quien tuvo tres hijos: Orlando, Lenka y Jaime.
Realizó sus estudios primarios en la Escuela Superior de Parral y luego ingresó a la Escuela Normal de Chillán, donde se tituló de Profesor Primario en 1939 con la presentación de la tesis "La escuela y la comunidad".
Una vez egresado, ejerció su profesión en la Escuela N.°6 de Chillán entre 1940 y 1946; y en 1946 llegó a integrarse a las labores docentes de la Escuela Normal de Copiapó "Rómulo J. Peña Maturana" hasta 1950. Asimismo, fue profesor de Sociología Educacional y Jefe de la Escuela Normal, entre 1950 y 1954; profesor de Geografía Económica en la Escuela de Minas de Copiapó. Más adelante, en 1956, trabajó como director del Seminario de los Problemas Regionales de la Provincia de Atacama, auspiciado por la Universidad de Chile.

## Carrera política
Inició sus actividades políticas al integrarse al Partido Radical de Chile en 1936; fue presidente del Movimiento Radical Estudiantil de la Escuela Normal de Chillán; presidente de la Juventud Radical de Chillán y presidente provincial de la Juventud Radical de Ñuble. Presidente de la Asamblea Radical de Copiapó; presidente provincial del Partido Radical de Atacama. Asambleísta nacional del Partido en 1965, fue presidente de la Comisión Técnica del partido.
En representación de su partido, fue elegido regidor y alcalde de Copiapó desde 1950 hasta 1964. Paralelamente, actuó como fundador y presidente del Centro para el Progreso de Atacama, por el cual impulsó numerosas iniciativas. Por otra parte, en 1958 presidió la Convención Nacional Minera en Copiapó. Durante su gestión como alcalde se realizaron varias obras de infraestructura en la ciudad, como la construcción del estadio Luis Valenzuela Hermosilla, la construcción de la vía férrea en la avenida Circunvalación, y la remodelación de la Plaza de Armas de Copiapó. Fue candidato a diputado en la elección complementaria realizada el 13 de septiembre de 1953 para ocupar el escaño vacante tras la muerte de Héctor Montero Soto, siendo derrotado por Roberto Flores Álvarez.
En 1965 fue elegido diputado por la Tercera Agrupación Departamental "Copiapó, Chañaral, Huasco, Freirina" para el período comprendido entre 1965 y 1969. Durante su gestión como diputado integró las Comisiones Permanentes de Educación Pública, Asistencia Médico-Social e Higiene, Policía Interior y Reglamento, Gobierno Interior, Vías y Obras Públicas, y Trabajo y Legislación Social.
En 1971 renunció a su partido y se incorporó al Partido Izquierda Radical (PIR). En representación de este partido fue candidato a diputado por Coquimbo en la elección complementaria de julio de 1972, ocasión en la que perdió ante Amanda Altamirano. Al año siguiente se presentó como candidato a diputado por la Cuarta Agrupación Departamental (Coquimbo) en las elecciones parlamentarias, no resultando electo.
Después de una larga enfermedad, Orlando Poblete falleció el 20 de enero de 1999.

## Historial electoral

### Elección complementaria de 1972
- Elección parlamentaria complementaria de julio de 1972 - Diputado para la Cuarta Agrupación Departamental (Coquimbo)[4]

### Elecciones parlamentarias de 1973
- Elecciones parlamentarias de 1973 - Diputados para la Cuarta Agrupación Departamental (Coquimbo)